# Fratelli nemici - Close Enemies
Fratelli nemici - Close Enemies (Frères ennemis) è un film del 2018 diretto da David Oelhoffen.

## Trama
Manuel e Driss sono cresciuti come fratelli nelle banlieue parigine ma si trovano su fronti opposti. Manuel gestisce un traffico di droga, Driss è un agente della narcotici. Dopo che un commando ha freddato tre dei suoi compagni, Manuel è costretto a collaborare con Driss. Tra ostilità e risentimento e malgrado la loro diffidenza reciproca, i loro legami si riallacciano. Manuel fugge ma diventa il principale sospettato della morte dei due complici. Driss, cresciuto con Manuel e gli altri come fratelli, ha abbandonato ufficialmente il milieu criminale del quartiere dove sono nati, ma in realtà continua a manovrare nell'ombra, per sconfiggere i trafficanti. Driss rivela a Manuel che Imrane stava lavorando per lui come informatore. Manuel inizialmente rifiuta di crederci e rifiuta anche l'offerta di collaborare ma, costretto da una rete che gli si stringe sempre più addosso, accetta l'offerta di Driss, in cambio delle informazioni per capire chi cerca di ucciderlo e chi sono i colpevoli della morte dei complici.
Così scopre che il Boss Raji ha dato l'ordine di ucciderli. Manuel non ci crede, Driss afferma che Raji sta probabilmente cercando di coprire dei funzionari corrotti per un affare di droga non autorizzato, portato a termine da Imrane e Manuel. Driss spinge Manuel a continuare il traffico di droga con Los Reyes, una pericolosa banda di zingari che Driss spera di incastrare. Concordano di trovarsi in un garage per effettuare la consegna, ma questa si rivela una trappola: vogliono uccidere Manuel a tutti i costi, e solo l'intervento in extremis di Driss lo salva. A questo punto è chiaro che Manuel lavora per il poliziotto e quindi la sua vita di criminale è finita. Chiunque potrebbe ucciderlo. Non ha più nulla da perdere, irrompe nella casa del Boss Raji e lo affronta. Raji ammette di aver ordinato il colpo e abbraccia Manuel dicendogli che sarà comunque sempre suo figlio. Manuel lo uccide prima che Driss intervenga per impedirglielo.

## Riconoscimenti
- 2018 - Mostra internazionale d'arte cinematografica
  - In competizione per il Leone d'oro al miglior film